# Candirejo (Magetan)
Candirejo is een bestuurslaag in het regentschap Magetan van de provincie Oost-Java, Indonesië. Candirejo telt 2185 inwoners (volkstelling 2010).